# Чуто (округ, Монтана)
Шаблон:StateAbbr_ 47°53′ пн. ш. 110°26′ зх. д. / 47.88° пн. ш. 110.44° зх. д.
Округ  Чуто (англ. Chouteau County) — округ (графство) у штаті  Монтана, США. Ідентифікатор округу 30015.

## Історія
Округ утворений 1865 року.

## Демографія
За даними перепису 
2000 року 
загальне населення округу становило 5970 осіб, усе сільське.
Серед мешканців округу чоловіків було 2997, а жінок — 2973. В окрузі було 2226 домогосподарств, 1614 родин, які мешкали в 2776 будинках.
Середній розмір родини становив 3,11.
Віковий розподіл населення поданий у таблиці:
| Стать    | До 15 років | 15-21 | 22-29 | 30-39 | 40-49 | 50-65 | 65-85 | Понад 85 |
| -------- | ----------- | ----- | ----- | ----- | ----- | ----- | ----- | -------- |
| Чоловіки | 733         | 295   | 183   | 336   | 507   | 474   | 414   | 55       |
| Жінки    | 651         | 290   | 190   | 371   | 467   | 430   | 484   | 90       |

## Суміжні округи
- Ліберті — північ
- Гілл — північ
- Блейн — схід
- Ферґус — південний схід
- Джудит — південь
- Каскейд — південь
- Тетон — захід
- Пондера — північний захід

## Виноски
1. ↑  US Decennial Census. US Census Bureau. Архів оригіналу за 26 квітня 2015. Процитовано 27 листопада 2014.
2. ↑  Historical Census Browser. University of Virginia Library. Архів оригіналу за 11 серпня 2012. Процитовано 27 листопада 2014.
3. ↑  Population of Counties by Decennial Census: 1900 to 1990. US Census Bureau. Архів оригіналу за 22 вересня 2018. Процитовано 27 листопада 2014.
4. ↑  Census 2000 PHC-T-4. Ranking Tables for Counties: 1990 and 2000 (PDF). US Census Bureau. Архів оригіналу (PDF) за 18 грудня 2014. Процитовано 27 листопада 2014.
5. ↑  State & County QuickFacts. US Census Bureau. Архів оригіналу за 8 липня 2011. Процитовано 14 вересня 2013. [Архівовано 2011-06-06 у Wayback Machine.](англ.) Наведено за англійською вікіпедією.
6. ↑  American FactFinder. Бюро перепису населення США. Архів оригіналу за 26 лютого 2012. Процитовано 31 січня 2008. [Архівовано 2008-05-21 у Wayback Machine.]

| США | Це незавершена стаття з географії США. Ви можете допомогти проєкту, виправивши або дописавши її. |